# 6世纪
| 千纪： | 前1千纪 \| 1千纪 \| 2千纪                                                                                  |
| 世纪： | 3世纪 \| 4世纪 \| 5世纪 \| 6世纪 \| 7世纪 \| 8世纪 \| 9世纪                                                |
| 年代： | 500年代 \| 510年代 \| 520年代 \| 530年代 \| 540年代 \| 550年代 \| 560年代 \| 570年代 \| 580年代 \| 590年代 |

501年1月1日至600年12月31日的这一段期间被称为6世纪。
在中国南北朝轮换交替，战火纷纷，一百年间，中国南方三朝交替，在北方换了五个朝代。直到世纪末，中国才再度在隋朝的统治下统一。
在欧洲西罗马帝国已经灭亡，但新生的蠻族势力还未能巩固自己的地位，尚未创造一个稳定的政治和社会体系。
在亚欧大陆上唯一一个還比較稳定的帝国是拜占廷帝国。
在与世隔绝的美洲，玛雅文明的發展到達了它的顶峰。
宗教方面，在东方佛教向朝鲜、日本、越南等边缘地区流传，亦得到了很大的发展。一些影响很深的宗派（如天台宗）就是这个时候产生的。在西方基督教也开始了它对中欧地區的擴張。在阿拉伯半岛上，伊斯蘭教這一个新的世界宗教，正在形成。

## 重要事件、发展与成就
- 科学技术

- 战争与政治

中國：
- - 502年，梁國建立。
  - 534年，北魏大分裂，東魏及西魏建立。
  - 548年，侯景舉兵謀反，爆發侯景之亂。

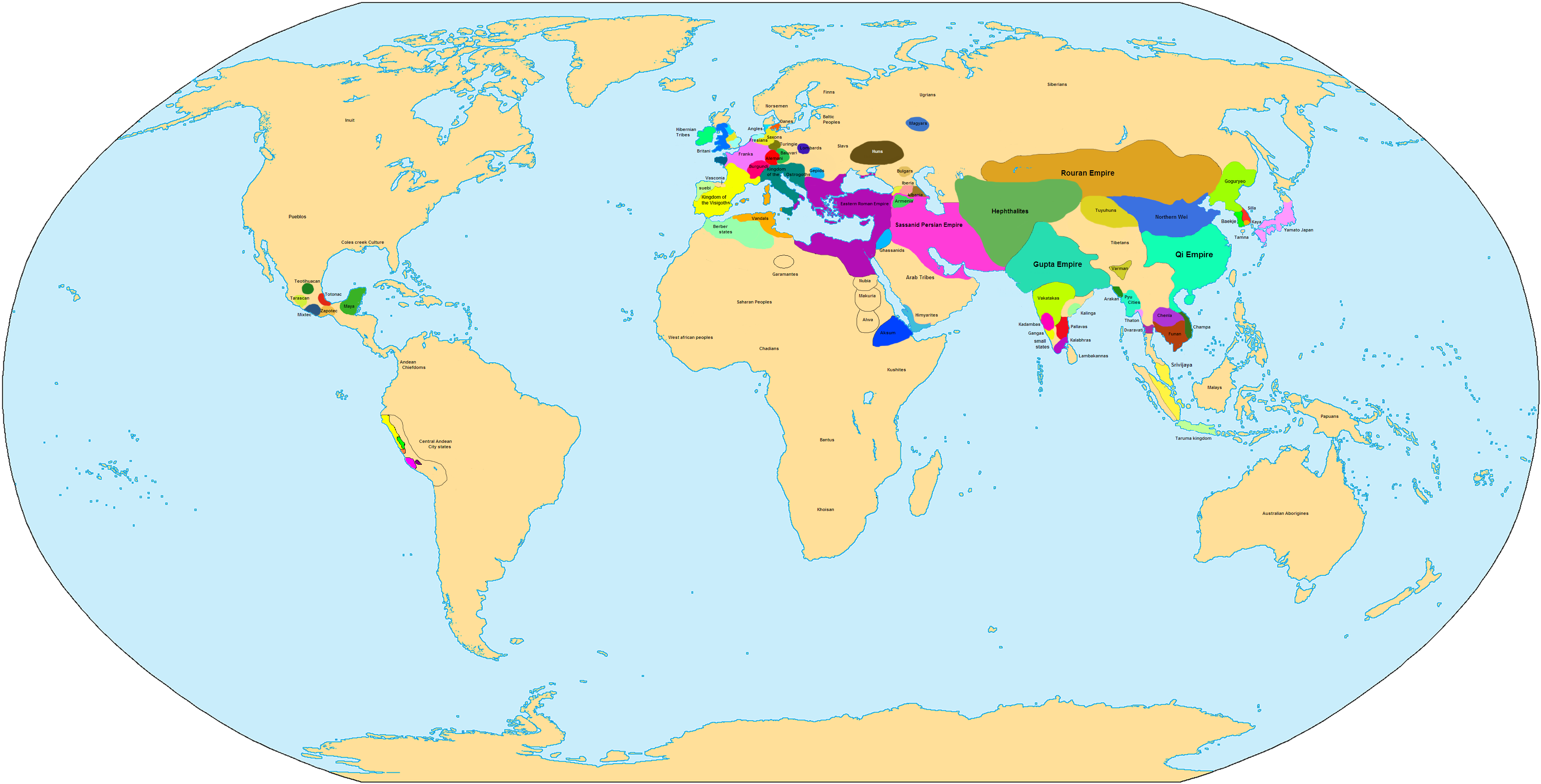
500年的世界

  - 555年，後梁建立，蕭詧稱帝。同年陳國建立。
  - 557年，宇文覺建立北周，西魏滅亡。
  - 581年，隋朝建立，楊堅受禪稱帝。
  - 598年，隋朝三次北征高句麗，但反而觸發民變。

歐洲：
- - 532年勃艮第被法蘭克王國吞併。
  - 554年汪達爾王國、東哥德王國滅亡。
- 五大天灾人祸
  - 黑死病在中东地带爆发。
- 文化娱乐
  - 盧恩字母在中歐消失。
- 社會與經濟
  - 543年，《查士丁尼法典》最後定稿。
- 疾病与医学
  - 黑死病首次大规模爆发。
- 环境与自然资源
- 宗教與哲學